# Gastriá
Gastriá är en ort i Cypern.   Den ligger i distriktet Eparchía Ammochóstou, i den östra delen av landet, 60 km öster om huvudstaden Nicosia. Gastriá ligger 25 meter över havet och antalet invånare är 435. Den ligger på ön Cypern.
Terrängen runt Gastriá är platt åt sydost, men åt nordväst är den kuperad. Havet är nära Gastriá söderut. Närmaste större samhälle är Tríkomo, 11,6 km sydväst om Gastriá. 